# 石山寺縁起絵巻

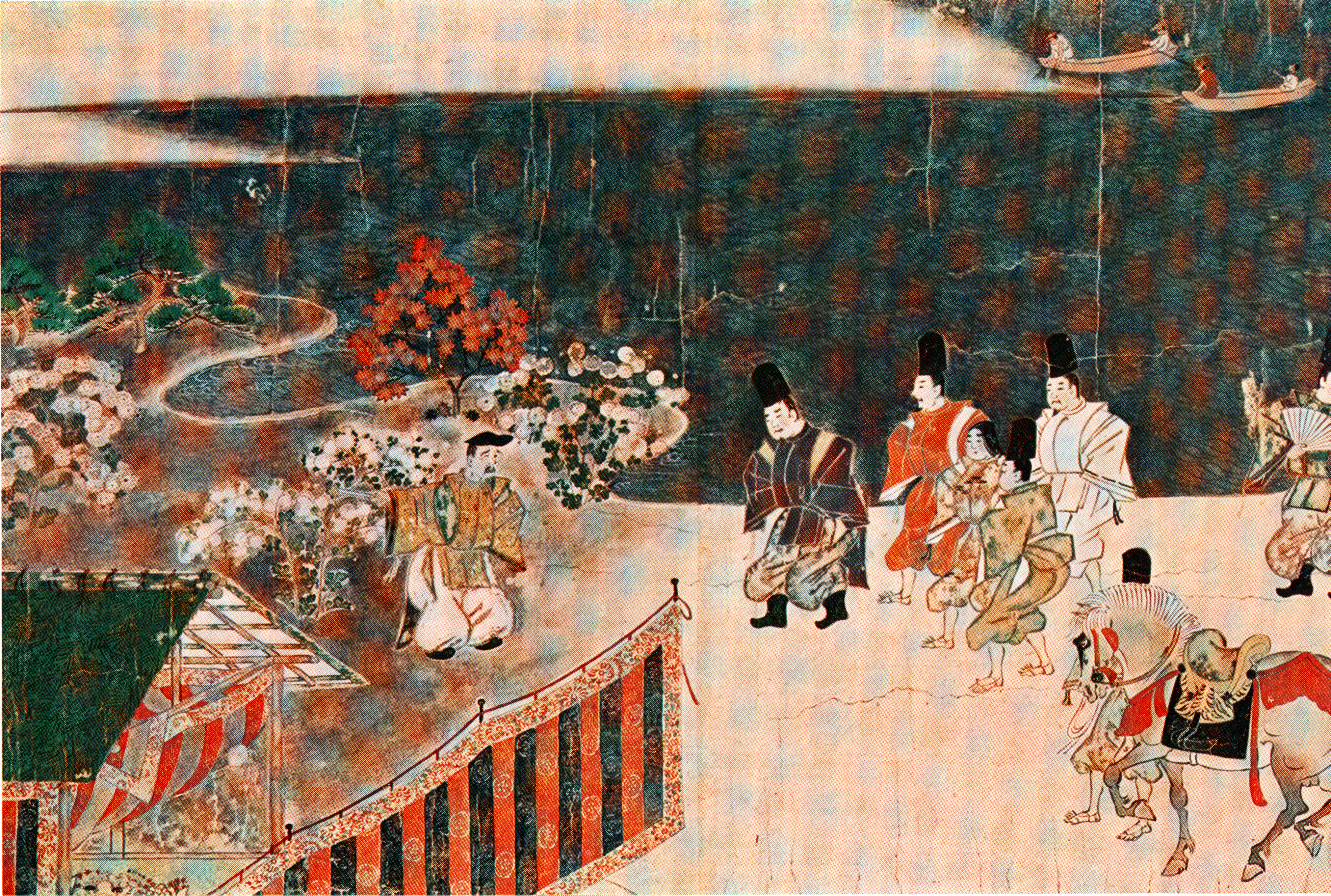
伝・高階隆兼筆部分（石山寺蔵）

石山寺縁起絵巻（いしやまでらえんぎえまき）とは、石山寺の創建と、本尊の観世音菩薩の霊験あらたかな功徳の数々を描き表した寺社縁起絵巻。全7巻、計33段。石山寺蔵、重要文化財。1巻から3巻は、正中年間頃の鎌倉時代末に、『春日権現験記絵』の作者・高階隆兼率いる高階派の工房で描かれたと見られる。しかし、紆余曲折を経て全7巻が完成したのは、500年近くたった1805年頃である（後述）。石山寺の歴史や信仰だけでなく、当時の貴族や庶民の生活を窺える点でも貴重な史料であり、教科書などの図版としてもしばしば用いられる。

## 概要
石山寺の縁起を記したものは、この絵巻以前にも数種類知られているが、どれも断片的で、本絵巻がもっとも体系的に最多の逸話を収録している。段数の33という数字は、法華経に観音菩薩はあまねく衆生を救うため33の姿に変身する、と説かれていることに由来する。
総序に当たる石山寺縁起絵巻の第1巻第1段中程に、「干時（このとき）、一人、楽浪大津宮に霊験無双の伽藍ある事を記するのみならず。聖化正中の暦、王道恢弘し、仏家紹隆せる事を知らしめむとすなり」とあり、本絵巻が正中年間に企画され、石山寺の霊験のみならず、王道が恢復し、仏家が隆盛していることを示したいという明快な目的が書かれている。本絵巻は、当時の洞院家当主・洞院公賢と、その弟で石山寺第17代座主・益守が企画・原文を制作したとする説が有力である。当時の洞院家は天皇の外戚として力を持っており、石山寺縁起の最終段では、後醍醐天皇即位と後宇多天皇の院政復活で大団円としていることから、正中の変で動揺した王法が回復し仏法との調和を取り戻し、国家・社会の平穏と加護を石山寺の如意輪観音に祈る気持ちが込められていると推測される。

## 各巻の成立
石山寺縁起絵巻は、その完成に至るまで非常に複雑な経緯をたどっている。かつては、最初は全7巻が完備されていたが、のちに失われていった巻を随時補巻していったと見られていた。しかし、当時の記録類から、当初全7巻の詞書の原文と、第1～3巻までの絵しか完成していなかったと推測される。そして、40年ほど経って洞院公賢の子で石山寺座主・杲守が、既に複数存在していた詞書を校合し、さらに絵巻物に相応しく和文化した詞書を付して、現在の第1～3巻を完成させ、その後はその詞書を元に絵が追加されたとするのが通説になっている。
第5巻は、詞書は御子左家の冷泉為重。絵の作者は不明だが、人物描写の共通性などから『融通念仏縁起絵巻』（清凉寺蔵）や『親鸞聖人絵伝』（石川県・願成寺蔵）、「誉田宗廟縁起絵巻」（誉田八幡宮蔵）を制作した粟田口隆光の筆とする説が有力である。
第4巻は、詞書は三条西実隆。絵は、寺の言い伝えや江戸期の鑑定では土佐光信とされるが、絵の描き方が光信よりも伝統的な大和絵に近く、人物の容貌表現も光信は面長、絵巻の絵師は丸顔と大きく異なる。また、伝光信作品の中には、「鶴草紙」（京都国立博物館蔵）、「狐草紙」（個人蔵）、「白描平家物語絵巻」（京都国立博物館ほか蔵）など、本絵巻と同一筆者と見なせる作品群が伝存する。そのため、光信とは異なるが一家を構えて、当時一流の文人貴族だった実隆と合作できるほど名声があった、おそらく光信より年長の土佐派の有力絵師の手になると推測される。絵師の候補として分家筋に当たる土佐行定が挙げられが、行定には確実な基準作がなく、推測の域を出ない。
巻6,7巻は、詞書は飛鳥井雅章。絵は、谷文晁が2年がかりで完成させた。この両巻制作の背景には、好古家の側面もあった松平定信と、当時の石山寺座主で江戸中興の祖ともいうべき尊賢と好古を通じた交流がある。定信は文晁に、「一草一木たりとも文晁が私意を禁ぜられ」たといい、新図は定信自ら指導し、図様に関しては古い絵巻などから抜き出して使用している。

## 参考資料
- 『日本絵巻物全集 第22巻 石山寺縁起絵』 角川書店、1966年
  - 梅津次郎編 『新修日本絵巻物全集 第22巻 石山寺縁起絵』 角川書店、1979年
- 小松茂美編 『日本絵巻大成18 石山寺縁起 石山寺縁起』 中央公論社、1978年
- 小松茂美編 『日本の絵巻16 石山寺縁起』 中央公論社、1988年、ISBN 4-12-402666-8
- 滋賀県立近代美術館 國賀由美子 企画・編集 『石山寺縁起絵巻の全貌 --重要文化財七巻一挙大公開--』 「石山寺縁起の世界」展実行委員会、京都新聞社発行、2012年
- 相澤正彦 國賀由美子編 『石山寺縁起絵巻集成』 中央公論美術出版、2016年11月15日、ISBN 978-4-8055-0765-0